# Puerto Giraldo
Puerto Giraldo es un centro poblado de departamento del Atlántico, bajo jurisdicción del municipio de Ponedera. Es atravesado por la Troncal de Occidente; ubicado a orillas del rio Magdalena frente a Salamina (Magdalena) .Con una población de 3.560 habitantes.

## Toponimia
El centro poblado fue fundado en el sitio de Bocas del Caño Rosario. Se le designó el nombre de Puerto Girardo en honor al Antonio Giraldo, comerciante oriundo del departamento de Caldas. Quien tenía una bodega en este sitio (hoy en día, barrio Las Flores) que servía como puerto.
Esto, a que la mayoría de sus primeros habitantes se refería al sitio con la frase: - “Vamos a comerciar al puerto de Giraldo”. Con el tiempo, se acostumbró a decir: “Vamos a Puerto Giraldo”, quedando así constituido el nombre del centro poblado. 

## Economía
Su economía se basa en la piscicultura y la ganadería. Además, de ser puerto de embarque para llegar a los municipios magdalenense de la subregión Del Río como Salamina, Pivijay, entre otros. Inicialmente, sus primeros pobladores labraba y se comerciarla madera.

## Historia
Se presume que su fundación fue a principio del siglo XX por labradores venidos de Candelaria (Atlántico), quienes llegaron con el objeto de talar árboles maderables y labrar la madera para surtir los barcos a vapor que transitan por el río Magdalena. Convirtiéndose poco a poco en un punto de gran actividad comercial, atrayendo a personas de otros lugares a comercializar sus productos en su puerto.
Por la Ordenanza 25 de 1965 se convierte en centro poblado del municipio de Ponedera. 